# Wyspa Kwiatów
Wyspa Kwiatów (pełny tytuł: Wyspa Kwiatów. Ze wspomnień rybaka) – powieść rumuńskiego pisarza Mihaila Sadoveanu, wydana drukiem w 1951 r. Jest to utwór będący przeróbką opublikowanej w 1928 r. powieści pt. Împărăția apelor, która uzupełniona została w duchu socrealizmu o elementy, związane z historią rumuńskiego ruchu robotniczego. Na motywach książki Constantin Vaeni nakręcił w 1979 r. film pt. Vacanță tragică.
Akcja utworu rozgrywa się wiosną 1888 r. Narratorem jest Iliuca Dumitrasz, młody chłopak, żyjący na wsi, w okolicach miasta Foliczeń (= oryg. rum. Fălticeni). Opisując swe dzieciństwo, zarysowuje portrety ojca, postępowego inżyniera Manole Dumitrasza, ciotki Leony, niani Angeliny, sięga również pamięcią w przeszłość przywołując postać dziadka, kołodzieja, który zaraził go zamiłowaniem do wędkowania. 

## Fabuła
Pewnego dnia Iliuca łowiąc ryby w rzece Szomuz (= rum. Șomuz) spotyka Kulaia, młodego chłopaka, który obiecuje pokazać mu miejsce, gdzie ryb jest dużo i gdzie łatwo je złapać. Prowadzi on Iliucę na Wyspę Kwiatów, gdzie mieszkają, korzystając z wiosennej pogody i obfitości ryb, nędzarze, Romowie: kuma Iliana, Dumitrake Hau oraz dziadek Spynu, z pochodzenia Ormianin. Iliuca przebywając wśród nowych znajomych uczy się łowić ryby, raki, oprawiać je i przyrządzać, wysłuchuje opowieści o wydarzeniach, które doprowadziły ludzi zamieszkujących Wyspę Kwiatów do nędzy. W tle rozgrywają się wydarzenia powstania chłopskiego z 1888 r. Z czasem Iliuca poznaje ludzi zaangażowanych w działalność rewolucyjną. Należy do nich blacharz Alekuca, który uciekając przed policją szuka schronienia na Wyspie Kwiatów.

## Bohaterowie
- Manole Dumitrasz – ojciec Iliucy, inżynier, wolnomyśliciel
- Poliksenia – zmarła matka Iliucy, w powieści pojawia się wyłącznie we wzmiankach innych bohaterów
- Haralambie – wuj Iliucy, brat zmarłej matki chłopaka, pasterz, żyjący w górach, we wsi Pestreweń (= rum. Păstrăveni)
- Leona – ciotka, siostra Manole Dumitrasza, nie przepadająca za bratankiem
- Angelina – niania, chłopka, znająca ludowe obyczaje, zabobony i wierzenia
- Kulai – młody chłopak, przyjaciel Iliucy, biedak wędrujący wraz z grupą za chlebem
- kuma Iliana (rum. lelea Ileana) – zwana "Władczynią Wyspy", starsza kobieta, pełna mądrości i doświadczenia życiowego
- Dumitrake Hau (Dumitrache Hau) –
- Spynu – starzec, Ormianin, który uciekł z Turcji po pogromie, jaki miał miejsce w Stambule, zamieszkał w Rumunii i prowadzi wolne życie